# 法羅 (北卡羅萊納州)
法羅（英語：Faro）是位於美國北卡羅萊納州韋恩縣的非建制地區。

## 歷史
法羅的郵局於1891年設立，其後於1911年停運。

## 地理
法羅所處的海拔為高於海平面37米（即121英呎），而該地所採用的時區為UTC-5，即北美东部时区（EST）。同時該地設有夏令時間，為UTC-5調快一小時，即UTC-4（EDT）。